# Platylepas coriacea
Platylepas coriacea is een zeepokkensoort uit de familie van de Platylepadidae. De wetenschappelijke naam van de soort is voor het eerst geldig gepubliceerd in 1979 door Monroe & Limpus.